# جائزة الولايات المتحدة الكبرى 2001
جائزة الولايات المتحدة الكبرى 2001 (بالإنجليزية: 2001 United States Grand Prix)‏ هو سباق فورمولا 1 أقيم بتاريخ 30 سبتمبر 2001 في إنديانابوليس. كان السادس عشر من أصل 17 في بطولة العالم لسباقات الفورمولا واحد موسم 2001.

## الترتيب النهائي
| الترتيب | السائق         | النقاط |
| ------- | -------------- | ------ |
| 1       | مايكل شوماخر   | 113    |
| 2       | ديفيد كولتهارد | 61     |
| 3       | روبنز باركليو  | 54     |
| 4       | رالف شوماخر    | 48     |
| 5       | كيمي رايكونن   | 34     |
| المصدر: |                |        |